# Pseudoporrhopis granum
Pseudoporrhopis granum Simon, 1886 è un ragno appartenente alla famiglia Thomisidae.
È l'unica specie nota del genere Pseudoporrhopis.

## Distribuzione
L'unica specie oggi nota di questo genere è stata rinvenuta nel Madagascar.

## Tassonomia
Dal 1895 non sono stati esaminati altri esemplari, né sono state descritte sottospecie al 2014.